# Indywidualne Mistrzostwa Polski w Zapasach 2005

## Mistrzostwa Polski w Zapasach2005

### Kobiety
13. Mistrzostwa Polski – 13–15 maja 2005, Łódź

### Mężczyźni
- styl wolny

58. Mistrzostwa Polski – 13–15 maja 2005, Łódź
- styl klasyczny

75. Mistrzostwa Polski – 28–29 maja 2005, Tomaszów Mazowiecki

## Medaliści

### Kobiety
| Kategoria: | Złoto:                          | Srebro:                              | Brąz:                                                                    |
| 48 kg      | Iwona Sadowska Agros Żary       | Katarzyna Zalewska WLKS Siedlce      | Julita Omilusik Heros Czarny Bór Marta Wituła Olimp Łódź                 |
| 51 kg      | Marta Podedworna Agros Żary     | Małgorzata Bucka Bielawianka Bielawa | Magdalena Bryk WLKS Siedlce Dominika Rozenbajger Cement Gryf Chełm       |
| 55 kg      | Sylwia Bileńska Dąb Brzeźnica   | Ewa Jarząbek WLKS Siedlce            | Joanna Kołodziej Heros Czarny Bór Małgorzata Kruza ZTA Zgierz            |
| 59 kg      | Anna Zwirydowska Budowlani Łódź | Justyna Barciak Mazowsze Teresin     | Barbara Jarząbek WLKS Siedlce Aleksandra Witerska Granica Gdańsk         |
| 63 kg      | Monika Rogień Orlęta Trzciel    | Katarzyna Jaworska Platan Borkowice  | Paulina Czerska Agros Żary Sylwia Starzec ZTA Zgierz                     |
| 67 kg      | Monika Maj Cement Gryf Chełm    | Benita Zarzecka ZTA Zgierz           | Anna Brzezicka Cement Gryf Chełm Aldona Haniszewska Agros Żary           |
| 72 kg      | Agnieszka Wieszczek ZTA Zgierz  | Ewelina Pruszko Gwardia Warszawa     | Izabella Kozera Budowlani Łódź Anna Wawrzycka Znicz Podzamcze Chęcińskie |

### Mężczyźni

#### Styl wolny
| Kategoria: | Złoto:                                | Srebro:                                | Brąz:                                                                      |
| 55 kg      | Afis Dżawadow Budowlani Łódź          | Stanisław Surdyka Stal Rzeszów         | Mariusz Walkowiak LKS Ceramik Krotoszyn Sylwester Wojtak GKS Górnik Łęczna |
| 60 kg      | Sebastian Kaczmarczyk Orzeł Namysłów  | Kamil Majkowski AZS-AWF Warszawa       | Paweł Knap GKS Górnik Łęczna Marcin Zdun WLKS Siedlce                      |
| 66 kg      | Ryszard Leśniewski Budowlani Łódź     | Adrian Mazan Budowlani Łódź            | Wojciech Sadowski AKS Białogard Adam Sobieraj ZKS Koszalin                 |
| 74 kg      | Krystian Brzozowski GKS Górnik Łęczna | Łukasz Wiechna Orzeł Namysłów          | Krzysztof Grzywniak Budowlani Łódź Szymon Piątkowski Budowlani Łódź        |
| 84 kg      | Radosław Horbik Grunwald Poznań       | Michał Marcinkiewicz GKS Górnik Łęczna | Łukasz Bogdan KS Górażdże Radosław Siejak Grunwald Poznań                  |
| 96 kg      | Marcin Jurecki AKS Białogard          | Bartłomiej Bartnicki Budowlani Łódź    | Mateusz Gucman Grunwald Poznań Paweł Kempa Grunwald Poznań                 |
| 120 kg     | Maksymilian Witek GKS Górnik Łęczna   | Michał Stanisławski Gwardia Warszawa   | Witold Biskup Piast Wola Radosław Jankowski Grunwald Poznań                |

#### Styl klasyczny
| Kategoria: | Złoto:                                   | Srebro:                                | Brąz:                                                                        |
| 55 kg      | Dariusz Jabłoński Cement Gryf Chełm      | Mariusz Łoś Agros Żary                 | Grzegorz Bulak Unia Racibórz Paweł Kneć Tytan 92 Katowice                    |
| 60 kg      | Mariusz Furgał Wisłoka Dębica            | Łukasz Niewiadomski Legia Warszawa     | Radosław Dąbrowski PTC Pabianice Tomasz Świerk Zagłębie Wałbrzych            |
| 66 kg      | Julian Kwit Zagłębie Wałbrzych           | Sylwester Charzewski Cement Gryf Chełm | Damian Gawkowski Siła Mysłowice Łukasz Tarnecki PTC Pabianice                |
| 74 kg      | Michał Jaworski AKS Piotrków Trybunalski | Andrzej Tomaszewski Wisłoka Dębica     | Szymon Kogut AKS Piotrków Trybunalski Radosław Truszkowski Cement Gryf Chełm |
| 84 kg      | Artur Michalkiewicz Śląsk Wrocław        | Michał Jóskowski Zagłębie Wałbrzych    | Jakub Kuźnicki AZS-AWF Warszawa Seweryn Szreder AZS-AWF Warszawa             |
| 96 kg      | Marek Szustek Legia Warszawa             | Artur Stacherczyk Agros Żary           | Sebastian Czerwiński Cement Gryf Chełm Łukasz Pietrzykowski PTC Pabianice    |
| 120 kg     | Marek Mikulski Legia Warszawa            | Jakub Pietrzak PTC Pabianice           | Łukasz Banak Śląsk Wrocław Sławomir Szczepanik AKS Piotrków Trybunalski      |